# Контрастивная лингвистика
Контрасти́вная лингви́стика (конфронтати́вная, сопостави́тельная лингвистика) — направление в общем языкознании, задачей которого является сопоставительное изучение нескольких (обычно двух) языков для выявления их сходств и различий на всех языковых уровнях.
Возникновение контрастивной лингвистики принято связывать с выходом в свет в 1957 году работы Р. Ладо «Linguistics across cultures», однако истоки направления восходят к наблюдениям над отличиями иностранного языка от родного и работам по типологическому сравнению неродственных языков. В российской лингвистической традиции также имеются примеры обсуждения проблем, близких к интересам контрастивной лингвистики: труды А. А. Потебни, а позднее Е. Д. Поливанова носили типологический характер, а работы В. А. Богородицкого, И. А. Бодуэна де Куртенэ, Л. В. Щербы содержали изложение теоретических основ сравнения родного и иностранного языков.
По мнению некоторых лингвистов, контрастивная лингвистика полезна при преподавании неродного языка, поскольку даёт возможность предсказать зоны интерференции родного и изучаемого языков и осознанно овладевать языком.

## Контрастивная лингвистика среди лингвистических дисциплин
В отличие от лингвистической типологии, стремящейся к установлению типа изучаемого языка, классификации языков мира и выявлению того, как может быть устроен человеческий язык, контрастивная лингвистика сравнивает факты двух или нескольких языков с целью обнаружения сходств и различий.
Достаточно близка к контрастивной лингвистике характерология в том смысле, в каком её понимали представители Пражского лингвистического кружка, однако характерология имеет дело с существенными особенностями данного языка в некоторый момент времени и стремится установить отношения обусловленности между ними (так, В. Матезиус предлагал объяснять обязательной для английского языка тематичностью подлежащего такие особенности английского языка, как частотность пассивных конструкций, употребительность ряда оборотов и стирание граней между глаголом и существительным).

## Односторонняя и многосторонняя контрастивная лингвистика
Контрастивная лингвистика может быть подразделена на двустороннюю (многостороннюю) и одностороннюю. В случае многосторонней контрастивной лингвистики сопоставление осуществляется на основе определенного внеязыкового понятия, способы выражения которого прослеживаются в сравниваемых языках. При односторонней направленности выявляется значение некоторой формы одного из языков (исходного) и определяются способы выражения аналогичных значений в другом языке (языке-цели).